# Boa (catcheur)
Pour les articles homonymes, voir Boa (homonymie).
Yanbo Wang (chinois simplifié : 王彦博 ; chinois traditionnel : 王彥博 ; pinyin : Wáng Yànbó) est un catcheur professionnel chinois actuellement sous contrat avec la fédération américain World Wrestling Entertainment, il lutte dans la division NXT sous le nom de ring de Boa.

## Carrière dans le catch professionnel

### World Wrestling Entertainment (2016-...)

#### NXT (2016–...)
Boa signe avec la WWE en septembre 2016 après des essais à Shanghai. Il est envoyé au WWE Performance Center en février 2017 en même temps que trois autres recrues chinoises.
Il dispute son premier match le 8 juillet 2017 lors d'un live event de NXT, remportant un match par équipe avec No Way Jose contre Steve Cutler et Wesley Blake. Pendant les deux années qui suivirent, il n'effectua aucun match télévisé, uniquement des apparitions lors de live events. Il effectua son premier match télévisé le 10 juillet 2019 à l'occasion du NXT Breakout Tournament, il fut cependant battu lors du premier tour par le vainqueur du tournoi Jordan Myles,, Lors de l'épisode de NXT du 11 septembre, il perd contre Damian Priest. Le 9 octobre à NXT, il perd rapidement contre Cameron Grimes, après le match il se fait attaquer par Killian Dain. La semaine suivante à NXT, il perd contre Dain. En novembre 2019, il se blesse à l'épaule et se voit contraint de s'éloigner des rings.
Il fait son retour le 7 octobre 2020, habillé en costume-cravate, donnant une enveloppe à Xia Li après sa défaite contre Shotzi Blackheart. Le 11 novembre à NXT, il se fait attaquer par Raquel González après lui avoir annoncé qu'elle n'affrontera pas Li comme prévu. Après quoi, un dragon apparu sur le titantron avant qu'un homme habillé en noir ne vienne délivrer une lettre à Boa avant de le marquer d'un symbole sur la main. Le 25 novembre à NXT, Boa et Xia Li sont emmenés en voiture jusqu'à un entrepôt par l'homme en noir qu'ils appellent "maître". Ils se prosternent à genoux devant une femme en noir suppliant pour une seconde chance, à la suite de quoi le maître les marqua aux mains du même symbole. Le 2 décembre, le maître les force à passer le plus de temps possible en apnée avant que la mystérieuse femme ne donne l'ordre de les faire tabasser à coups de kendo stick. La semaine suivante, Boa et Li apparaissent une nouvelle fois dans ce temple, cette fois en sang à cause d'un entraînement consistant pour Li à frapper un mannequin jusqu'à ce que ses mains saignent et pour Boa à se faire frapper à coups de kendo stick. Le 16 décembre, dans ce temple, le maître oblige Li à frapper Boa malgré les supplications de ce dernier pour que ça s'arrête, jusqu'à lui mettre le visage en sang.